# كيلب ماكلوغلين
كيلب ريجينالد ماكلوغلين (بالإنجليزية: Caleb McLaughlin)‏ (ولد في 13 أكتوبر 2001) ممثل أمريكي، عرف بظهوره في المسلسل الدرامي الأمريكي أشياء غريبة، ونال عنه جائزة نقابة ممثلي الشاشة عن الأداء المتميز من قبل مجموعة في سلسلة درامية 2017 .

## روابط خارجية
- كيلب ماكلوغلين على موقع IMDb (الإنجليزية)
- كيلب ماكلوغلين على موقع ميتاكريتيك (الإنجليزية)
- كيلب ماكلوغلين على موقع روتن توميتوز (الإنجليزية)
- كيلب ماكلوغلين على موقع ألو سيني (الفرنسية)
- كيلب ماكلوغلين على موقع ميوزك برينز (الإنجليزية)
- كيلب ماكلوغلين على موقع أول موفي (الإنجليزية)
- كيلب ماكلوغلين على موقع قاعدة بيانات برودواي على الإنترنت (الإنجليزية)
- كيلب ماكلوغلين على موقع أول ميوزيك (الإنجليزية)
- كيلب ماكلوغلين على موقع ديسكوغز (الإنجليزية)
- كيلب ماكلوغلين على موقع قاعدة بيانات الفيلم (الإنجليزية)